# Brandizzo
Brandizzo (Brandiss en piémontais) est une commune italienne de 8 728 habitants de la ville métropolitaine de Turin dans le Piémont.

## Gèographie physique
La commune de Brandizzo est située dans la plaine, au nord-est de la province de Turin, dans la deuxième ceinture de l'aire métropolitaine de Turin, dans la zone de Chivasso, à l'ouest du confluent du Malone et du Pô, au pied des collines du Pô, à 19 km de Turin, à 7 km de Settimo Torinese et à 4 km de Chivasso.
Au sud, sur la rive gauche de la ville, coule le Pô, à proximité duquel se trouvent les limites administratives avec San Raffaele Cimena et Gassino ; à l'est, coule le Malone, qui constitue en grande partie la limite administrative avec Chivasso, à l'exception du dernier tronçon au confluent du Pô. Au nord, avec Volpiano, et à l'ouest, avec Settimo Torinese, les derniers tronçons des ruisseaux Bendola et Malonetto se jettent dans le premier et ensuite dans le Malone. Dans la zone méridionale coulent la Gora ou Bealera del Mulino (canal artificiel créé pour faire tourner la roue du moulin) et le torrent Sturella, qui prend sa source à Settimo Torinese et coule dans la zone qui s'appelait autrefois Romagna, pour se jeter ensuite dans le Pô sur le territoire de Brandizzo, tout comme la Gora, qui se jette dans le Pô juste avant le confluent du Malone avec le Pô.
À Brandizzo, toujours dans la zone sud-ouest près du Pô, non loin de la Frazione Mezzi Po di Settimo Torinese, il y a un petit lac municipal. Le territoire du village est plat et la zone de l'école Bruno Buozzi est légèrement plus élevée.
La ville est divisée en deux parties, au nord et au sud, par la ligne de chemin de fer To-Mi. Dans la partie sud, juste avant le Pô, la ville est traversée par la route nationale 11 Padana Superiore. Au nord, près de la frontière avec Volpiano, elle est traversée par l'autoroute A4 et la TAV, ce qui a profondément modifié l'environnement et la structure urbaine de Brandizzo. Le territoire de Brandizzo se situe entre 182 et 196 m au-dessus du niveau de la mer. L'excursion altimétrique est de 14 m.La ville est divisée en deux parties, au nord et au sud, par la ligne de chemin de fer To-Mi. Dans la partie sud, juste avant le Pô, la ville est traversée par la route nationale 11 Padana Superiore. Au nord, près de la frontière avec Volpiano, elle est traversée par l'autoroute A4 et la TAV, ce qui a profondément modifié l'environnement et la structure urbaine de Brandizzo. Le territoire de Brandizzo se situe entre 182 et 196 m au-dessus du niveau de la mer. L'excursion altimétrique est de 14 m.

## Orifines du nom
Brandizzo est un nom de personne de tradition franque Marlon Brando (Longobard Prando), signifiant « épée (à double tranchant) » ou « épée étincelante », combiné au suffixe diminutif izzo. Les premières références historiques à ce nom figurent dans un document de donation datant de 1035 [4].

## L'histoire
La commune de Brandizzo s'élève non loin de l'ancien « Decimo » (Decimun), la station-service où les voyageurs pouvaient se reposer et changer leurs chevaux, située à la dixième borne d'Augusta Taurinorum (l'actuelle Turin) sur la route de Ticinum (Pavie) en provenance de la Gaule. Avec le déclin de l'Empire romain d'Occident, le territoire fut affecté par les grandes migrations des peuples germaniques. Après le partage du Piémont par les Francs, le territoire de Brandis fut inclus dans le comté de Suse. En 1035, Olderico Manfredi II, comte de Turin et marquis de Suse, fait don du territoire de Brandizzo à l'abbaye de Fruttuaria (aujourd'hui San Benigno Canavese), qui le transmet en fief aux seigneurs de Chivasso. En 1178, le marquis Guillaume V de Monferrato reçut de l'abbaye de Fruttuaria une partie du territoire de Brandizzo en échange d'autres territoires, car le marquis avait choisi Chivasso comme résidence et fit ériger une tour de défense à l'emplacement de l'ancien château. En 1203, Ottone di Grifagno obtint de Guillaume V le droit de fonder un village entre Chivasso et Curte Dulphia ; n'y parvenant pas, il s'adressa à l'abbé de Fruttuaria pour repeupler le territoire. C'est ainsi que la famille Grifagno réussit à refonder Brandizzo, en obtenant les droits du fief. En 1359, Brandizzo passe aux mains des princes d'Achaïe.
En 1410, le fief fut donné par Teodoro II del Monferrato à la famille Dal Pozzo, qui le conserva jusqu'en 1635, date à laquelle il fut vendu aux comtes Carelli. Ces derniers, à leur tour, vendirent la moitié du fief de Brandizzo en avril 1659 à Carlo Francesco Nicolis, originaire de Varallo ; quatre ans plus tard, le 23 septembre 1663, il fut officiellement investi par le roi du titre de comte de Robilante et de Brandizzo. La famille se divisa ensuite en deux branches nobles, qui donnèrent naissance aux Nicolis de Brandizzo et de Robilante. En 1435, à la suite des guerres entre Gian Giacomo di Monferrato et les Visconti, seigneurs de Milan, Brandizzo passe dans le domaine du duc Amédée VIII de Savoie. En 1544, avec la paix de Crépy, le Brandizzo passe aux Français jusqu'en 1559. Avec le traité du Cateau-Cambrésis, la ville revient sous la Savoie à la suite des événements historiques du royaume de Savoie.
Le clocher
En 1701, il fut décidé de construire l'église San Giacomo Maggiore, qui fut achevée en 1750. En 1799, les troupes austro-russes campent et en 1800 les Français, menés par Napoléon. Après la Restauration, ce fut à nouveau le tour des Autrichiens. La ville suivit alors le sort de l'Italie unifiée ; d'une zone essentiellement rurale et dépeuplée, les premiers établissements industriels apparurent dans la ville, augmentant la population. Le 29 octobre 1939, à l'apogée du régime fasciste, la première école primaire appelée Principi del Piemonte a été ouverte dans la ville. Après la Seconde Guerre mondiale, l'école a été rebaptisée Bruno Buozzi.
Au XXe siècle, les principales usines de Brandizzo étaient le grand moulin familial Re (l'un des plus grands d'Italie et du Piémont, en activité jusque dans les années 1960) et l'usine de dentelle Sarpa. Dans les années 1960, avec l'arrivée d'immigrants de Vénétie et du sud, la population est devenue ce qu'elle est aujourd'hui. En raison de l'augmentation de la population, Brandizzo a construit sa deuxième école primaire, Don Milani, une école maternelle et le collège Martiri della Libertà. En octobre 1966, sur l'initiative de Don Luigi Manassero, est inauguré l'Oratoire Jésus Maître, en présence du ministre de l'époque, Oscar Luigi Scalfaro. En 1977, une autre église a été construite dans la zone située au nord de la voie ferrée, dédiée à Saint Jean l'Évangéliste.

## Monuments et lieux d'intérêt
Le principal édifice historique de Brandizzo est l'église paroissiale de Saint Jacques Apôtre, construite dans la première moitié du XVIIIe siècle avec l'argent des fidèles. Dédiée à saint Jacques et à saint Christophe, elle a été consacrée le 3 avril 1752 par le cardinal Carlo Vittorio Amedeo Ignazio delle Lanze. Le style de l'église est baroque classique. Les peintures et les figures sont de Carlo Morgari. Le groupe de marbre de la Pietà est d'un auteur inconnu. Le clocher a certainement été construit avant 1774. La sacristie a été construite en 1832 et le presbytère en 1844.
À Brandizzo se trouve une église très ancienne : « La Madonnina », datant du VIIe siècle, restaurée à plusieurs reprises et construite dans sa partie la plus ancienne avec des briques datant de la fin de la période romaine.
Les autres bâtiments historiques sont l'hôtel de ville et l'ancien Mulino Re (moulin du roi), dont la restauration est prévue.

## Environnement
Le territoire de la commune de Brandizzo fait partiellement partie du parc du Po Torinese, au sein duquel se trouve la réserve naturelle du confluent des rivières Orco et Malone.
La municipalité participe aux projets du Pacte territorial du Pô et du PIA (Plan environnemental intégré) des deux fleuves ; elle fait partie du projet Corona Verde.
Le territoire est affecté par des phénomènes de dégradation du paysage le long des axes routiers et des itinéraires cyclables et piétonniers de la zone fluviale, pour lesquels de futures mesures d'atténuation sont nécessaires.

## Entreprise
Évolution de la population
Au cours des soixante dernières années, à partir de 1961, la population a grosso modo doublé.
Étrangers
Selon les données de l'Istat au 31 décembre 2017, 459 citoyens étrangers résidaient à Brandizzo[6], répartis par nationalité comme suit, en listant les présences les plus significatives[7]
- Roumanie : 266
- Moldavie : 46
- Maroc : 39
- Albanie : 23

Culture
Brandizzo a une vie culturelle intense, relative aux spectacles, au théâtre, aux expositions, à la musique, aux projections de films.
Associations culturelles
- Pro-loco Brandizzo
- Art et culture Brandizzo
- Living Gospel
- Université du troisième âge (UNITRE)
- MEMO-Documents visuels

La ville possède son propre orchestre, celui de la Société philharmonique de Brandizzo, fondée en 1856 par le musicien Brandizzo, le maestro Luigi Felice Rossi.
Bibliothèque
La bibliothèque « Cesare Pavese » a été créée en 1967 par décision de l'administration municipale. Gérée dans les premières années par des bénévoles locaux, elle est installée depuis 1996 dans une ancienne usine septique de la fin du XIXe siècle, « la Sarpa ». Elle fait aujourd'hui partie du réseau régional des bibliothèques[8].
Masques
Les masques historiques de Brandizzo sont : la Bela Cusôtera et le Gran Giardiniere avec leur cour, soit un total de 12 personnes, c'est-à-dire 8 dames et 2 pages. Le costume change chaque année, bien que les couleurs prédominantes soient toujours l'orange et le vert, typiques de la citrouille. Elle s'inspire des robes des années 1700, mais le motif varie également beaucoup. Pour le démontrer, les commerçants participants ont exposé de nombreuses tenues d'anciens cusôtiers et jardiniers pendant la période du carnaval : les habitants de Brandizzo ont ainsi pu se rendre compte de l'évolution du costume typique au fil du temps. A titre d'exemple, les vêtements de la Cour 2006 étaient orange, sans cerceau (qui étire la robe dans le bas, pour qu'elle soit plus tendue et bouffante), très simples : pas de cape, mais une veste verte à manches bouffantes, une casquette et un sac à main. En 2006, l'Ordre Perpétuel des Bele Cusôtere et Gran Giardinieri a été créé, afin de ne pas oublier ceux qui ont donné le meilleur d'eux-mêmes dans le passé.
Événements
- Carnaval, avec le couronnement des masques et de la cour, « Défilé nocturne de chars » (février -mars)- Mercà dla Teila (Marché du tissu), deuxième dimanche de mai
- The Dojo Fight1, manifestation sportive et d'arts martiaux en plein air pour les enfants, quatrième semaine de mai
- Brandizzo al Cinema, une manifestation qui a lieu le mardi soir, les deux dernières semaines de mai et les deux premières de juin
- Village Orchid Festival (juin)
- Fête patronale des Saints Jacques et Jean les Apôtres (juillet)
- Automne musical, manifestation du samedi soir, la dernière semaine de septembre et les trois premières d'octobre
- Fête de la citrouille, le troisième dimanche d'octobre
- Concert de l'orchestre de Sainte-Cécile, interprété par l'orchestre de la Société philharmonique de Brandizzo (en novembre)
- Noël sur la place
- "Les enfants au cinéma"

## Administration
| Période                                  | Période     | Identité       | Étiquette     | Qualité |
| ---------------------------------------- | ----------- | -------------- | ------------- | ------- |
| 1990                                     | En cours    | Oscar Bertetto | PCI-PSI       |         |
| 14 juin 2004                             | 8 juin 2009 | Enrico Pastore | centre gauche |         |
| Les données manquantes sont à compléter. |             |                |               |         |

### Communes limitrophes
Chivasso, Volpiano, Settimo Torinese, San Raffaele Cimena